# Donja Obreška
Donja Obreška es una localidad de Croacia en el municipio de Kloštar Ivanić, condado de Zagreb.

## Geografía
Se encuentra a una altitud de 123 m s. n. m. a 54,6 km de la capital nacional, Zagreb.

## Demografía
En el censo 2011, el total de población de la localidad fue de 132 habitantes.
Según estimación 2013 contaba con una población de 130 habitantes.